# 志田陽子
志田 陽子（しだ ようこ、1961年 - ）は、日本の憲法学者、武蔵野美術大学教授。

## 来歴
東京都世田谷区出身。東洋英和女学院高等部卒業。1984年、早稲田大学法学部卒業。2000年、同大学院法学研究科博士後期課程単位取得退学。同年、武蔵野美術大学造形学部助教授。2002年、同教授。2007年に「文化戦争と憲法理論 アイデンティティの相剋と模索」で早大博士（法学）。
2017年4月1日に発足したアダルトビデオに関する第三者委員会「AV業界改革推進有識者委員会」代表に就任し、同年10月より後継組織のAV人権倫理機構代表理事。
2019年3月5日、任期満了に伴う東村山市長選挙に立候補する意向を表明したが、4月1日に「過労による体調不良」を理由に出馬取り止めを発表した。

## 著書

### 単著
- 『表現活動と法』武蔵野美術大学出版局、2002年
- 『文化戦争と憲法理論 アイデンティティの相剋と模索』法律文化社、2006年
- 『表現者のための憲法入門』武蔵野美術大学出版局、2015年
- 『「表現の自由」の明日へ　一人ひとりのために、共存社会のために』大月書店、2018年

### 編著
- 『映画で学ぶ憲法』編 法律文化社、2014年
- 『【合格水準】教職のための憲法』法律文化社、2017年

## 出演
- デモクラシータイムス（YouTube）
- ポリタスTV（YouTube）